# Alain Lagouarde
Pas d'image ? Cliquez ici

a Compétitions nationales et continentales officielles uniquement.

Dernière mise à jour le 12 avril 2023.
Alain Lagouarde, né le 9 juillet 1968 à Pau (Pyrénées-Atlantiques), est un joueur français de rugby à XV, qui a évolué à la Section paloise au poste de deuxième ligne. Il est le cousin de Mathieu Acebes.
Avec la Section paloise, il remporte le Challenge européen en 2000.

## Biographie

### Jeunesse et formation
Alain Lagouarde naît le 9 juillet 1968 à Pau, dans les Pyrénées-Atlantiques. Il grandit à Bizanos, en Béarn et commence le rugby à XV avec le club de sa ville, l'Avenir de Bizanos. Il devient international au poste de troisième ligne centre et capitaine de l'équipe juniors. En 1986, il quitte le Béarn pour rejoindre le Pays basque en rejoignat la section sports-études de Bayonne et l'Aviron bayonnais.

### Carrière en club
Lagouarde évolue sous les couleurs de l'Aviron bayonnais de 1986 à 1994. Puis en 1995, Alain Lagouarde revient en Béarn, en signant à la Section paloise. Il évolue désormais au poste de deuxième ligne et remporte le challenge européen en 2000.
Participations aux coupes européennes :
- 1996-1997 et 1997-1998 - Coupe d'Europe avec Pau
- 1998-1999 – Challenge européen avec Pau
- 1999-2000 - Bouclier européen et Challenge européen avec Pau
- 2000-2001 - Coupe d'Europe avec Pau
- 2001-2002 et 2002-2003- Challenge européen avec Pau

### Arbitrage
En 2004, Alain Lagouarde devient arbitre.

### Carrière d'entraîneur
Alain Lagouarde prend en charge le RC Lons en 2006, cèdant sa place en 2008.

## Palmarès

### En club

#### Avec laSection paloise
- Bouclier européen :
  - Vainqueur (1) : 2000
- Challenge Yves du Manoir :
  - Vainqueur (1) : 1997
  - Finaliste (1) : 1996